# The Devil’s Bris
The Devil’s Bris – debiutancki album studyjny amerykańskiego muzyka rockowego Voltaire’a, wydany w 1998 roku nakładem wydawnictwa Projekt Records.
Tytuł albumu łączy postać Diabła i żydowski rytuał obrzezania (hebr. bris milah).
Utwory Ex Lover's Lover i When You're Evil pojawiły się później na płycie z największymi przebojami Voltaire’a Deady Sings!. Te same utwory w wersjach na żywo znalazły się również na albumie Live!.

## Lista utworów
1. „Ex Lover's Lover”
2. „Anniversary”
3. „Parade”
4. „The Man Upstairs”
5. „They Know Me”
6. „Oweee"
7. „Snakes”
8. „Ravens Land”
9. „The Chosen”
10. „All The Way Down”
11. „When You're Evil”
12. „Shalom"